# Stan Marsh
Stanley Randall William "Stan" Marsh è uno dei personaggi principali della serie animata South Park. È apparentemente il più normale dei quattro e viene presentato come onesto, sensibile e bene intenzionato. Soffre inoltre di asma ed è ambidestro. Il suo compleanno è il 19 ottobre.  
È gentile, dolce, amorevole e sensibile, ed è il più buono dell'gruppo.

## Biografia
Stan è spesso descritto come un normale bambino di 10 anni: ama i videogiochi, fare scherzi e dimostra spesso le classiche caratteristiche dei bambini della sua età, ma altre volte mostra un lato maturo forse anche più degli adulti. Stan è spesso critico, soprattutto contro le mode popolari. Ciò si evince, per esempio, nell'episodio 04x07, Fatti curare da un indiano, quando si scaglia contro la signorina informazioni ed il suo negozio di medicina alternativa; nell'episodio 05x04 Super migliori amici, quando combatte David Blaine che sta organizzando un suicidio di massa; nell'episodio 06x15, Il più grande buffone dell'Universo, quando cerca di screditare pubblicamente il medium John Edward; nell'episodio 14x03, Hai zero amici, si dimostra molto contrario al social network Facebook. A volte, però, si comporta esattamente nel modo opposto ed il suo posto viene preso da Kyle, come capita nell'episodio 07x08, South Park è gay!, quando viene coinvolto dalla moda metrosessuale; nell'episodio 03x10, Una moda pericolosa, quando è uno dei tanti appassionati dei Chinpokomon (una chiara parodia dei Pokémon) e nell'episodio 07x14, Raisins, quando abbraccia il movimento gotico, mostrando in alcune occasioni una certa ipocrisia perbenista.
È un animalista convinto: rifiuta di cacciare assieme allo zio Jimbo nella puntata 01x03, Spara alla lava; diventa un membro della PETA nella puntata 08x08, Perettone & Stronzo; cerca di salvare un gruppo di vitelli dal macello nella puntata 06x05, Che belli i vitelli, si imbarca clandestinamente in un aereo militare diretto in Afghanistan pur di riportare una capra ai legittimi proprietari nell'episodio 05x09, Osama Bin Laden se l'è fatta addosso, e diventa un feroce attivista contro i balenieri giapponesi nell'episodio 13x11, Vaffanculo, balene!. Molto spesso queste sue azioni, seppure partano con le migliori intenzioni, conducono lui e i suoi amici nei guai. Stan è cattolico, ma nel corso degli episodi si è convertito diverse volte: diventando un mormone (nell'episodio 07x12, Tutto sui mormoni), un membro di Scientology (09x12, Intrappolato nello stanzino), un membro del Blainesimo (una religione fondata su David Blaine).
Stan dimostra inoltre ottime capacità di leader, come nell'episodio 13x11 Fanculo Balene, in cui prende il comando di una nave pseudo-pirata di un reality Show che combatte contro l'uccisione delle balene e dei delfini da parte dei Giapponesi e nell'episodio 15x10 Wikileaks vs South Park si mette a capo del gruppo di ragazzi che vuole fermare il Social Network Evesdropper.

## Il rapporto con Wendy
Per le prime sette stagioni della serie ha una ragazza di nome Wendy Testaburger. Una gag ricorrente nelle primissime serie era che Stan fosse preda di crisi di vomito ogni qual volta Wendy si rivolgesse a lui (di solito lei replicava dicendo Schifo!). Nell'episodio 01x11, Tom il bello, Stan dimostra di non essere molto fedele a Wendy, ed infatti, come i suoi compagni, ci prova con la nuova supplente. Alla fine dell'episodio, però, Wendy, dopo numerosi sforzi, riesce a liberarsi della donna, incastrandola in un missile e lanciandolo verso il centro del Sole. Invece nell'episodio 04x08, Chef va fuori di testa, quando Wendy bacia Cartman, lui rimane scandalizzato, ma non si mostra geloso; alla fine della puntata Wendy torna da lui. Col passare degli episodi la storia tra Stan e Wendy diventa sempre meno presente fino alla penultima puntata della settima serie (episodio 07x14, Raisins) in cui Wendy demanda alla sua amica Bebe il compito di dire a Stan che la storia è finita.
In effetti non viene mai fornita una spiegazione circa questo gesto. Si può solo dedurre dal plot che Wendy lasci Stan per poter stare con Token. Nell'episodio 09x10, Segui quell'uovo!, appare chiaro come Stan sia, invece, ancora innamorato della sua ex ragazza Wendy, in quanto è continua preda di crisi di gelosia nei confronti del suo amico Kyle che deve svolgere un compito a casa proprio con lei Decide, comunque, di renderglielo noto più tardi rimproverandola alla fine dell'episodio; più volte sia Stan che Wendy, infatti, dimostreranno di essere abbastanza gelosi l'un l'altro.
Nella puntata 11x14 La lista le ragazze della classe fanno una classifica dei ragazzi secondo la loro bellezza. Kyle finisce all'ultimo posto e cade in depressione. Stan si fa così aiutare da Wendy per convincere le ragazze a cambiare la lista. Alla fine si scopre che la lista è stata manomessa da Bebe per far apparire Clyde il più bello, in modo da poter uscire con lui e farsi regalare le scarpe al negozio di calzature del padre del ragazzo. Wendy dice a Stan che passare del tempo con lui è stato davvero piacevole, e quando si stanno baciare Stan vomita come nelle prime puntate. Nella puntata 12x07 Ore Super Felici, Stan e Wendy tornano ufficialmente assieme: durante la gita Stan parla a uno dei figuranti di Wendy come la sua ragazza e lei lo conferma.
La coppia romperà nuovamente nella ventesima stagione dove Wendy, seppur riluttante, sarà spinta dalle altre ragazze a lasciare Stan; lo stesso faranno tutte loro, che lasceranno i rispettivi fidanzati. Nella serie non viene fatto vedere né come né quando la coppia si ricongiunga, ma nel videogioco di South Park: Scontri di-retti è possibile vedere come i due ragazzi siano di fatto nuovamente fidanzati.

## Famiglia
È il figlio di Randy Marsh, un geologo dell'USGS, che fa parte, come il proprio padre, di una "setta" degli uomini di Pasqua dediti a nascondere il collegamento tra la Pasqua cristiana e le uova di pasqua. La madre di Stan è Sharon Marsh, una receptionist della clinica di rinoplastica Tom's Rhinoplastic. Stan è spesso imbarazzato dai suoi genitori e pensa che suo padre sia stupido. Ha una sorella maggiore di nome Shelley che lo maltratta continuamente e si approfitta di lui, ma che in fondo gli vuole bene, come appare nell'episodio 01x05, Un elefante fa l'amore con una maiala, in cui, dopo ripetuti maltrattamenti, decide infine di aiutarlo quando si trova nei guai.
Suo nonno Marvin è un centoduenne costretto su una sedia a rotelle elettrica. Vive in casa con il resto della famiglia e chiama il nipote Billy. Nell'episodio 01x06, Una questione di morte o di morte, si vede che anche il proprio nonno chiamava Marvin Billy. Sempre nello stesso episodio si vede che Marvin è stanco di vivere e vuole che il nipote lo uccida, come fece lui stesso con suo nonno. È nipote di Jimbo Kern, il fratellastro del padre.
I nomi dei genitori di Stan sono gli stessi dei veri genitori di Trey Parker e cioè Sharon Parker e Randolph Randy Parker. Inoltre Trey ha una sorella di nome Shelley che si comporta similmente alla sorella di Stan. Tra gli animaletti domestici di Stan ci sono stati un cane omosessuale di nome Sparky, che appare per la prima volta come protagonista nella puntata 01x04, Gay è bello, e un pesciolino rosso malvagio, di cui Stan prende la colpa dei suoi omicidi nella puntata 02x15, Spookyfish - Lo speciale di Halloween.
Nell'episodio 05x09, Osama Bin Laden se l'è fatta addosso, la controparte afghana di Stan riceve una lettera con riportato il suo indirizzo che è "Stan Marsh, 2001 Bonanza Street, South Park Co. 80439". 80439 è il codice ZIP di Evergreen in Colorado.

## Aspetto
Stan è facilmente identificabile dal suo abbigliamento quotidiano che, per quasi l'intera durata della serie, è sempre lo stesso. Indossa un berretto blu con una rifinitura rossa in basso e un pon-pon rosso, un giubbotto marrone con colletto rosso e guanti rossi. I suoi pantaloni sono blu e le scarpe nere. Lo si può vedere indossare anche un pigiama di Trombino e Pompadour. Raramente si toglie il cappello e ciò avviene per la prima volta nell'episodio 05x10, Come mangiare col culo, in occasione di una foto scolastica. I suoi capelli sono neri e lisci. Inoltre sembra che abbia gli occhi azzurri, come viene detto durante l'episodio 04x17, Un Natale davvero di merda, quando Butters lo ritrae per un cartone animato. Un ritratto iperrealistico di Stan è visibile nell'episodio 09x13, Free Willzyx.

## Abitudini e frasi tipiche
Fin dall'inizio della serie era ricorrente una gag in cui, quando Kenny viene ucciso, Stan pronuncia la frase "Oh mio dio! Hanno ucciso Kenny!", subito risposto da Kyle con "Brutti bastardi!". In molti episodi Stan è solito concludere la puntata con un breve monologo che inizia sempre con la frase "Sapete, ho imparato una lezione oggi". Alcune volte viene sostituito da Kyle e, in occasioni estremamente rare, da Cartman. Ha, inoltre, l'abitudine di prendere il proprio naso e stringere gli occhi quando è frustrato o esasperato.
Nella sesta serie, per convincere Butters o Tweek a fare qualcosa contro la loro volontà, Stan è solito dire "Kenny lo avrebbe fatto". Una delle azioni che Stan fa più frequentemente è vomitare. Accade abitualmente nelle prime serie quando Wendy si rivolge a lui, oppure nell'episodio 02x18, L'uomo di ghiaccio, quando rotea velocemente appeso ad una corda, quando vede un film porno-fetish della madre di Cartman nel film di South Park e quando assiste ad un'operazione chirurgica nell'episodio 02x02, La mamma di Cartman continua a farsela con tutti.

## Sport
Stan è abbastanza atletico ed è il capitano o la star delle varie squadre sportive della sua scuola, tranne quella di basket, di cui è Kyle il giocatore migliore. È il quarterback della squadra di football della scuola nell'episodio 01x04, Gay è bello, il lanciatore della squadra di baseball della scuola nell'episodio 09x05, Lo sfigato, ed è uno dei titolari della squadra di dodgeball che vince il campionato mondiale nell'episodio 02x05, La donna con il feto incorporato. La sua squadra preferita sono i Denver Broncos.
Nell'episodio 10x14, Vincere o perdere, Stan diventa allenatore della squadra giovanile di hockey, formata da bambini della scuola materna di South Park. Nell'episodio 06x03, Asspen, da principiante riesce a diventare un semi-professionista nello sci in appena due giorni, così da poter affrontare una sfida personale contro uno sciatore professionista.

## Musica
Come Kenny, Kyle ed Eric, suona il violino ed aiuta Elton John a scrivere la canzone Wake up Wendy. Lo si vede strimpellare una chitarra nell'episodio 09x02, Muori hippie, muori e nell'episodio 10x02, "Allerta Smug", e suonare assieme alla banda scolastica nell'episodio 02x08, Un'estate da schifo, e suonare il flauto nell'episodio 03x17, Il dilemma di Garrison. È uno dei componenti del gruppo Moop nell'episodio 07x09, I Cristiani pestano duro, ed è il cantante di un gruppo death metal nell'episodio 02x23 una band in Cina.
Grazie alle lezioni del padre diventa un ottimo ballerino nell'episodio 08x04, Te lo sei preso nel culo. Nella puntata 13x04, Eat, Pray, Queef, incide una canzone in favore delle parità dei diritti delle donne nei confronti degli uomini.

## Alter ego
Stan viene visto interpretare vari personaggi in saghe differenti della serie, tra cui il Ranger Stan Marshwalker nella saga del Bastone della Verità e Brico Boy nella saga del Procione.